# Rouen
Rouen là tỉnh lỵ của tỉnh Seine-Maritime, thuộc vùng hành chính Normandie của nước Pháp, có dân số là 106.592 người (thời điểm 1999).
Đây là một thành phố bên sông Seine ở miền bắc nước Pháp. Đây là thủ phủ của vùng Normandie. Trước đây là một trong những thành phố lớn nhất và thịnh vượng nhất của thời trung cổ châu Âu, Rouen là chỗ của các Bộ trưởng Tài chính của Normandie trong thời Trung Cổ. Đó là một trong những thủ đô của các triều đại Anglo-Norman, cai trị cả Anh và phần lớn hiện đại Pháp từ ngày 11 đến thế kỷ 15.
Dân số của khu vực đô thị tại điều tra dân số năm 2007 là 532.559 người, với dân số riêng thành phố này khoảng 110.276 người. Những người từ Rouen được gọi là Rouennais trong tiếng Pháp.
Rouen và khu vực đô thị của 70 xã ngoại thành cộng đồng đô thị Rouen-elbeuf-Austreberthe (CREA), với 494.382 dân, nhất là điều tra dân số năm 2010. Để dân số giảm dần, lớn nhất trong các vùng ngoại ô là Sotteville-lès-Rouen, Saint-Étienne-du-Rouvray, Le Grand-Quevilly, Le Petit-Quevilly, và Mont-Saint-Aignan, mỗi xã có dân số trên 20.000 người.
Rouen đã được thành lập bởi các bộ lạc Gaule Veliocasses, tỉ lệ kiểm soát một vùng rộng lớn ở thung lũng sông Seine thấp hơn, mà ngày nay vẫn giữ được một dấu vết của tên của họ làm Vexin. Các Gauls tên giải quyết Ratumacos và người La Mã gọi nó Rotomagus. Rotomagus La Mã là thành phố thứ hai của Gallia Lugdunensis, sau Lugdunum (Lyon). Sau khi tổ chức lại các đế chế bằng cách Diocletian, Rouen đã trở thành thành phố chính của tỉnh chia của Gallia Lugdunensis II và đạt tới đỉnh cao của sự phát triển La Mã, với một giảng đường và ôn tuyền, các cơ sở trong đó vẫn còn ngày hôm nay. Trong thế kỷ thứ 5, nó trở thành chỗ của một giám mục và sau đó là thủ phủ của Merovingian Neustria.
Rouen được biết đến với nhà thờ Notre Dame của nó, với Tour de Beurre (tháp bơ) của nó tài trợ bởi việc bán các ân xá cho việc tiêu thụ bơ trong Mùa Chay. Mặt tiền Gothic của nhà thờ (hoàn thành vào thế kỷ thứ 16) là chủ đề của một loạt các bức tranh của Claude Monet, một số trong đó được trưng bày tại bảo tàng d'Orsay ở Paris.

## Các thành phố kết nghĩa
- Danzig, Ba Lan
- Hannover, Đức
- Norwich, Anh
- Ninh Ba, Trung Quốc
- Salerno, Ý

## Những người con của thành phố
- Joseph-Henri Altès, chơi sáo và nhà soạn nhạc
- Jacques Anquetil, giải nhất Tour de France 5 lần
- Samuel Bochart, nhà thần học và là nhà nghiên cứu tự nhiên
- Bernard le Bovier de Fontenelle, nhà văn
- François-Adrien Boïeldieu, nhà soạn nhạc
- Charles Brook Dupont-White, nhà kinh tế học và nhà xuất bản
- Armand Carrel, nhà xuất bản
- René-Robert Cavelier, Sieur de La Salle, người phát hiện ra Louisiana
- Pierre Corneille, nhà văn
- Pierre Louis Dulong, nhà vật lý học và nhà hóa học
- Marcel Dupré nhà soạn nhạc và nghệ sĩ đàn ống
- Philippe Étancelin, vận động viên đua xe
- Gustave Flaubert, nhà văn
- Ambroise Louis Garneray, họa sĩ, khắc đồng
- Théodore Géricault, họa sĩ (Le Radeau de la Méduse)
- François Hollande, chính trị gia
- Jean Jouvenet, họa sĩ
- Maurice Leblanc, nhà văn (Arsène Lupin)
- Charles Jules Henry Nicolle, nhà y học và nhận Giải thưởng Nobel
- Jacques Rivette, đạo diễn
- David Trezeguet, vận động viên bóng đá
- Karin Viard, nữ diễn viên